# Музыченко, Василий Васильевич
Василий Васильевич Музыченко — советский хозяйственный деятель, Герой Социалистического Труда.

## Биография
Родился в 1915 году в селе Гнилица (ныне — Знаменка). Член КПСС.
В 1933—1941 — ученик электролизника, электролизник Днепровского алюминиевого завода имени Кирова в городе Запорожье.
В 1941—1951 — электролизник, мастер цеха электролиза Уральского алюминиевого завода в городе Каменск-Уральском Свердловской области.
В 1951—1965 — начальник корпуса, старший мастер электролизного цеха Днепровского алюминиевого завода имени Кирова Запорожского / Приднепровского совнархоза.
Заслуженный металлург Украинской ССР.
Указом Президиума Верховного Совета СССР от 9 июня 1961 года присвоено звание Героя Социалистического Труда с вручением ордена Ленина и золотой медали «Серп и Молот».
Делегат XXII съезда КПСС.
Умер в 1974 году в Запорожье.

## Награды и звания
- Герой Социалистического Труда (09.06.1961)
- Орден Ленина (09.06.1961)
- Орден Трудового Красного Знамени (26.04.1939)
- Орден Красной Звезды (23.02.1945)